# Луарсаб Таткарідзе
«Луарсаб Таткарідзе» — радянський телефільм 1989 року, знятий режисером Алеко Нінуа на студії «Грузтелефільм».

## Сюжет
За романом Ілля Чавчавадзе «Чи людина він».

## У ролях
- Тенгіз Чантладзе — Луарсаб
- Ія Хобуа — Дареджан
- Заїра Чантладзе — Хорешан
- Міріан Джугелі — Мосе
- Отар Сетурідзе — Давіт
- Нана Джапаріде — епізод
- Гія Джоджіашвілі — епізод
- Зураб Сванідзе — епізод
- Нодар Хуцішвілі — епізод
- Резо Асатіані — епізод
- Г. Кумелашвілі — епізод

## Знімальна група
- Режисер — Алеко Нінуа
- Оператор — Георгій Торадзе
- Художник — Малхаз Кухашвілі